# Batalla naval de Miyako
La batalla naval de Miyako o batalla naval de la bahía de Miyako (en japonés: 宮古湾海戦, Miyakowan Kaisen) fue una acción naval bélica que tuvo lugar el 6 de mayo de 1869 en el marco de la guerra Boshin. En la batalla, una tropa de samuráis leales al antiguo shogunato Tokugawa, ahora bajo la bandera de la recién formada República de Ezo intentó tomar el buque insignia de la nueva armada imperial japonesa, el Kotetsu. La acción muchas veces se toma como parte de la batalla de Hakodate, el enfrentamiento decisivo que puso fin a la guerra Boshin.

## Antecedentes de la batalla

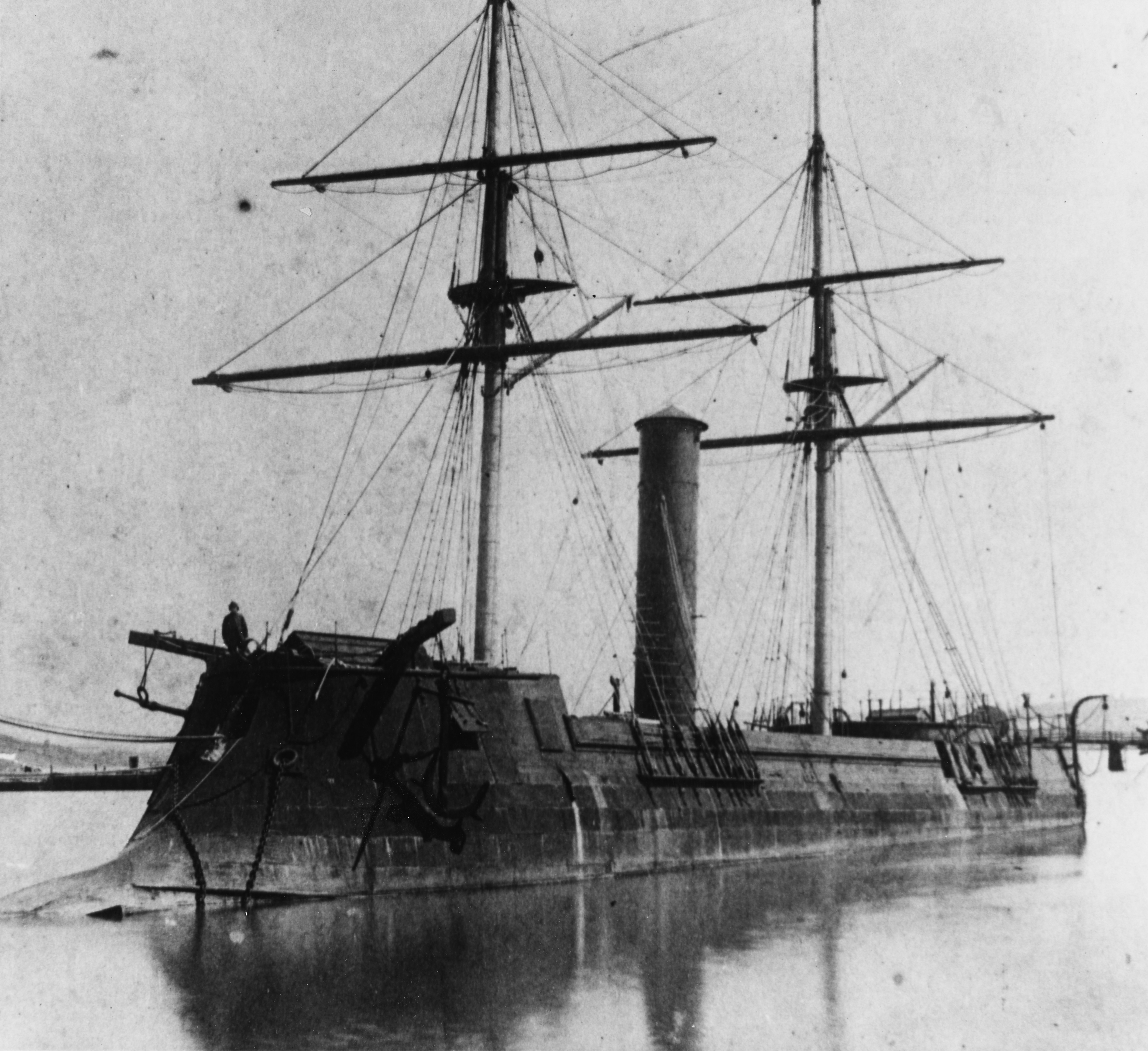
Kotetsu barco insignia de la flota imperial

A pesar de la rendición del castillo Edo al nuevo gobierno Meiji y las enormes perdidas militares en las batallas de Ueno y Aizu, muchas de las fuerzas y oficiales restantes del antiguo shigunato Tokugawa se negarona a ceptar la derrota de su causa. Con el Ōuetsu Reppan Dōmei (en japonés: 奥羽越列藩同盟, Alianza de los dominios de Uetsu) destrozado, una parte de la flota Tokugawa liderada por Enomoto Takeaki marchó a la isla de Hokkaido junto con varios miles de soldados y un puñado de asesores militares franceses. En Hokkaido proclamaron la República de Ezo.
Ante el acto secesionista, la autoridad imperial japonesa rápidamente inició la campaña de Hokkaido para acabar con las últimas tropas que se resistían al nuevo gobierno. Gracias a la superioridad naval demostrada durante la guerra Boshin, Masuda Toranosuke fue enviado al frente de una escuadra de 8 buques de vapor de la recién creada Armada Imperial Japonesa, a bordo del ironclad recién recibido Kotetsu. Salió de la bahía de Tokio el 9 de marzo de 1869 rumbo a la bahía de Miyako (actual Miyako, en la prefectura de Iwate) para cercar a las fuerzas de Takeaki que se habían concentrado en Hakodate. Llegaron a la zona el 20 de marzo ya habiendo formado alrededor del nuevo buque insignia de Japón. El resto de buques que componía la escuadra nipona eran el Kasuga, el Hiryū, el Toyoyasu, el Dai Ichi Teibō, y el Mōshun. Todos ellos eran barcos a vapor aportados por los dominios de Saga, Chōshū y Satsuma en 1868. A los cinco buques las fuerzas imperiales sumaban el buque insignia Kotetsu, un ironclad con espolón, y otros dos buques a vapor: el Kasuga y el Yōshun (donado a la armada imperial por el dominio Akita el año anterior), en el primero sirvió como oficial de tercera durante la batalla el futuro almirante de la flota imperial, Tōgō Heihachirō.
Informado del avance de la flota imperial para invadir Ezo, Takeaki decidió dejar tres buques de guerra a vapor bajo el mando del excapitán del Kaigun Bugyo, Arai Ikunosuke, para que llevase a cabo una operación de abordaje que capturase el avanzado buque de guerra Kotetsu, un barco fabricado en un astillero francés que los asesores de Takeaki indicaron que su captura disminuiría notablemente la capacidad naval de la flota nipona y podría dar tiempo a la República de Ezo a prepararse para la invasión e incluso acudir a negociaciones con la alianza Satchō, la alianza de dominios feudales que nutría de soldados al gobierno Meiji, en términos más favorables.

## La acción de abordaje
Las fuerzas de Ezo utilizaron el Kaiten, buque insignia de la flota de Ezo, como buque líder comandado por Arai Ikunosuke y con una tripulación reforzada por supervivientes del Shinsengumi, el líder de estos, Hijikita Toshizō, y el exasesor naval francés Henri Nicol. Nicol fue específicamente elegido para participar en la acción debido a que era natural de Burdeos, la ciudad francesa donde se encontraba el astillero que fabricó el Kotetsu, además de ser experto en ironclads. La estrategia general de la acción fue planeada por otro asesor francés, Eugène Collache, quien también participó en la acción a bordo del Kaiten II (ex Ashuelot) junto al Shinbokutai (en japonés: 神木隊, Grupo de nuestro Sol). El tercer barco en la escuadra de Ezo fue el Banryū, con el Yūgekitai (en japonés: 遊撃隊, Unidad de comando) y el excontramaestre francés Clateu, con el mando de los cañones.
Para aprovechar la sorpresa, la escuadra planeó hacer una operación de falsa bandera, con el Kaiten entrando en la bahía de Miyako con el pabellón estadounidense. Sin embargo, la operación tuvo problemas antes de llegar a puerto. Durante la ruta, el escuadrón se encontró con mal tiempo, durante el cual el Kaiten II tuvo un problema de máquinas y el Banryû se separó del grupo. El Banryû finalmente regresó a Hokkaido sin haber tomado parte en la acción. Incapaz de superar los 3 nudos (unos 5,6 km/h) debido al problema de sus máquinas, el Kaiten II marchaba considerablemente detrás del Kaiten, que finalmente comenzó el ataque sin el apoyo del otro buque.
El Kaiten se aproximó a los buques imperiales anclados y elevó el pabellón de la República de Ezo segundos antes de abordar al Kotetsu. Orientó su proa en el lateral del ironclad y comenzó a disparar sus armas. Sin embargo, su cubierta estaba unos tres metros más elevada que las del Kotetsu, forzando a los samuráis del Shinsengumi a saltar a la otra cubierta por cuentagotas. Una vez la sorpresa inicial pasó, la tripulación del Kotetsu se las arregló para repeler el ataque gracias a un sistema Gatling montado en cubierta, infligiendo grandes pérdidas a los atacantes en apenas unos momentos. La mitad de los samuráis murieron, Nicol fue alcanzado por dos balas y el capitán del grupo de asalto, Kōga Gengo, murió y tuvo que ser sustituido por el propio almirante Arai Ikunosuke. En la acción, el Kaiten logró dañar tres barcos de vapor imperiales, pero se tuvo que retirar sin conseguir capturar el Kotetsu.
El Kaiten huyó de la bahía de Miyado perseguido por la flota imperial, que ya había estado preparando sus máquinas desde el comienzo del ataque, justo cuando el Kaiten II había entrado en la bahía. El buque insignia logró escapar a Hokkaido, pero el Kaiten II fue demasiado lento para conseguir dejar atrás a sus perseguidores y acabó encallando en Tanohata, a no demasiada distancia de la bahía de Miyako, para que sus tripulantes pudiesen huir por tierra tras inutilizar el navío mediante una explosión. Los entre 90 y 95 miembros de la tripulación (30 samuráis del Shinbokutai, 9 marineros, el asesor francés Eugène Collache y medio centenar de soldados de Ezo) pudieron escapar durante unos días, pero acabaron teniendo que rendirse ante fuerzas del dominio de Morioka, aliados con el gobierno Meiji. El destino final de los samuráis, soldados y marineros es desconocido, pero Collache fue indultado con el tiempo y deportado a Francia.

## Consecuencias
La batalla naval de la bahía de Hakodate fue un atrevido aunque desesperado intento de la República de Ezo por neutralizar el poder del Kotetsu. Fue el primer intento de una maniobra de abordaje de un ironclad en Japón. Aún con la valentía demostrada por los leales a Ezo, el intento terminó por ser infructuoso: Incluso con la marginal perdida del Kaiten II, la flota imperial pudo continuar hasta Hakodate y fue decisiva tanto en la batalla naval como en el apoyo a la batalla final de la guerra Boshin.

## La batalla en la cultura
Tōgō Heihachirō, quien más tarde fue almirante de Japón en las guerras sino-japonesa (1894-1895) y ruso-japonesa (1904-1905), sirvió como oficial de tercera a bordo del Kasuga, en concreto como oficial de artillería. En sus memorias hace mención al sorpresivo ataque de la bahía de Miyako, donde recuerda la actuación de Gengo Koga, refiriendo: «había un hombre llamado Koga. Era un guerrero brillante».
Actualmente en la ciudad de Miyako existe un monumento que lleva por cartel las notas de Togo sobre esta batalla. El monumento se conoce como Monumento Miyako Minato Sentai, esculpido en 1907 por el escultor Kikuchi Nagaemon en Tsubasa, Kagamukaku. Más tarde trasladado al Santuario Ōsugi de Mitsugishi, ciudad de Miyako.
También en Miyako existe la tumba al soldado shogun desconocido, erigida supuestamente en el lugar donde se decapitaron a ciertos soldados de Tokugawa llegados a Fujiwara-Suga.